# Межевой (Саратовская область)

Поселок «Межевой»

Межевой — посёлок в Энгельсском районе Саратовской области России. Входит в состав Безымянского сельского поселения.

## География
Посёлок находится на автотрассе Безымянное — Воскресенка, на расстоянии 37 км к юго-востоку от города Энгельс, административного центра района.

### Часовой пояс
Посёлок Межевой, как и вся Саратовская область, находится в часовой зоне МСК+1. Смещение применяемого времени относительно UTC составляет +4:00.

## История
В 1984 года указом Президиума Верховного Совета РСФСР посёлок 1-й фермы совхоза «Безымянский» переименован в Межевой.

## Население
| 2002 | 2010 | 2019 |
| ---- | ---- | ---- |
| 316  | ↗321 | ↗338 |

## Улицы
- ул. Колхозная,
- ул. Садовая,
- ул. Степная.

## Транспорт
Ближайшая железнодорожная станция Безымянная находится на расстоянии 10 км от посёлка.